# KLM-vlucht 366
De kaping van KLM-vlucht 366 was een vliegtuigkaping die vanaf 4 september 1976 uitgevoerd werd door een Palestijns commando op een KLM vlucht die gepland was om van Malaga in Spanje via Nice naar Schiphol te vliegen. Na een hachelijke tussenlanding in Tunis vloog het toestel door naar Larnaca op Cyprus, waar de kaping vreedzaam beëindigd werd.

## Vlucht
De vlucht betrof een lijndienstvlucht die vanaf Malaga via Nice naar Schiphol had moeten vliegen. De vlucht had een bemanning van vijf personen, waaronder gezagvoerder Janssen, en 79 passagiers van verschillende nationaliteiten, waaronder 48 Nederlanders. 

### Kaping en vlucht naar Tunis
Twintig minuten na het opstijgen van Nice, (het was inmiddels na elven 's avonds) liet de gezagvoerder via een transpondercode 7500 aan de luchthaven Nice weten dat de vlucht gekaapt was. Het toestel veranderde daarop van koers en vloog via Rome en Sardinië over de Middellandse Zee naar Tunesië, naar de luchthaven Tunis-Carthage. Daar er alleen maar getankt was om naar Schiphol te vliegen was de brandstof op een zeer laag peil gekomen. De autoriteiten in Tunesië wilden echter het toestel niet toelaten, en hadden de landingsbaanverlichting van de luchthaven gedoofd, en de baan geprobeerd te versperren met oliedrums. Gezagvoerder Janssen wist het vliegtuig toch te landen, maar door een zeer korte stop raakte wel het landingsgestel beschadigd. Inmiddels was het duidelijk dat de kapers, drie Palestijnen, van zins waren richting de Levant te vliegen. Ook was de Nederlandse regering op de hoogte gesteld, en was er in het KLM hoofdkantoor in Amstelveen een crisiscentrum opgetuigd. De autoriteiten in Tunis waren bereid het landingsgestel te laten repareren en het toestel vol te laten tanken. 

### Van Tunis naar Larnaca
Tegen 0400 (Tunesische tijd) vertrok het toestel vanuit Tunis in oostelijke richting. De bestemming was onbekend, later bleek dat de kapers van zins waren om naar Tel Aviv in Israël te vliegen. De Israëli's wilden dit beletten, en stuurden zelfs straaljagers om te voorkomen dat het toestel het Israëlische luchtruim zou betreden. De Nederlandse regering probeerde toen toestemming te krijgen het toestel te laten landen op de luchthaven van Larnaca, op Cyprus. Deze luchthaven was na de Turkse invasie van Cyprus het jaar ervoor in allerhaast opgezet en nog niet helemaal klaar voor gebruik. Uiteindelijk gaven de Cypriotische autoriteiten toch toestemming, en landde het toestel daar. Dit was in eerste instantie alleen om het toestel bij te laten tanken, en na een uur op de luchthaven te hebben gestaan vertrok het toestel, op nieuw in oostelijke richting. 

### Rondje Larnaca
De gezagvoerder liet weten dat de waarschijnlijke bestemming Damascus in Syrië zou zijn, maar de kapers lieten weten toch naar Israël te willen vliegen. De kapers hadden inmiddels ook hun eisen laten weten; ze wilden de vrijlating van een vijftigtal voor terrorisme veroordeelde personen, waaronder de bisschop van Jeruzalem Hilarion Capucci, en de Japanse terrorist Kōzō Okamoto. De Israëlische autoriteiten lieten weten dat ze geenszins van plan waren aan deze eisen te voldoen. De terroristen stelden daarop dat ze het vliegtuig met inzittenden en al op zouden blazen als aan hun eisen niet voldaan zou worden. Later bleek dat er inderdaad explosieven in het vliegtuig aan waren gebracht. Ondertussen was helder geworden dat het vliegtuig niet in Israël of Damascus kon landen, en keerde het terug naar Larnaca. Het door de terroristen gestelde ultimatum was inmiddels al een keer verlopen. 

### Onderhandelingen en einde kaping
In de verkeerstoren van de luchthaven van Larnaca was inmiddels een commissie van Goede Diensten opgetrommeld; een vertegenwoordiger van de PLO en de Libische zaakgelastigde waren aanwezig om aan de gijzelnemers uit te leggen dat hun actie weinig kans van slagen had. Na het aanbieden van een vrijgeleide besloten te kapers hun actie op te geven, en werden de passagiers en bemanning vrijgelaten.

## Vliegtuig
Het vliegtuig was een in 1968 gebouwde Douglas DC-9, met vliegtuigregistratie PH-DNM. Het vliegtuig is na de kaping gerepareerd, en is door KLM in februari 1987 verkocht. Het vliegtuig heeft daarna nog jaren in Zuid-Amerika rondgevloegen, waar het in januari 2014 op de luchthaven van Saltillo bij een landing onherstelbaar beschadigd raakte.

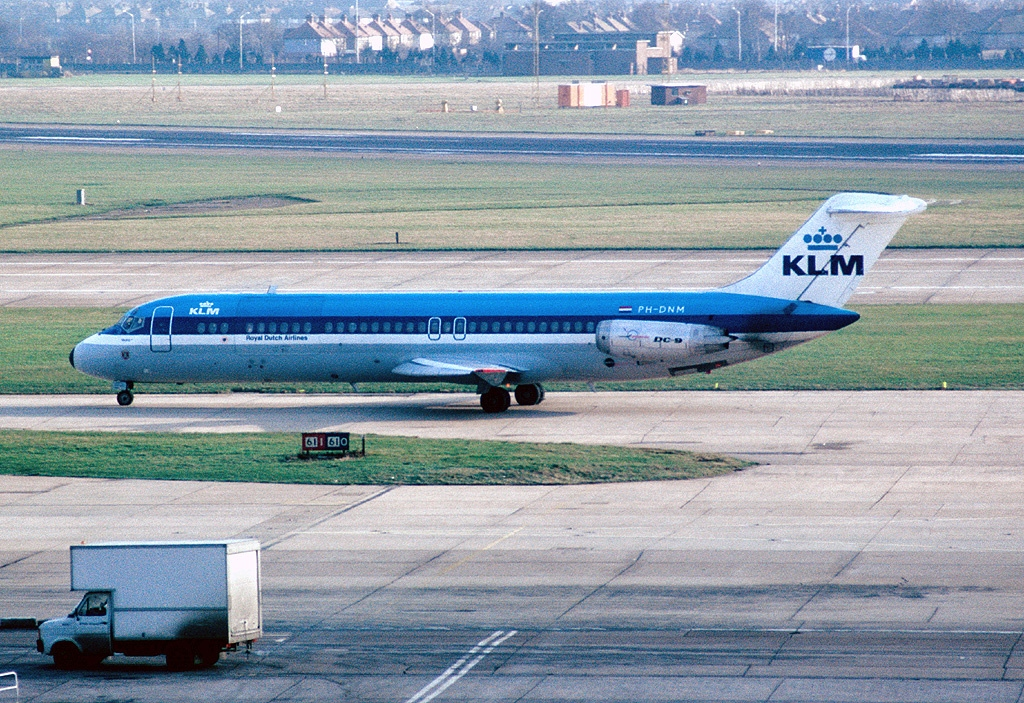
De PH-DNM enkele jaren na de kaping
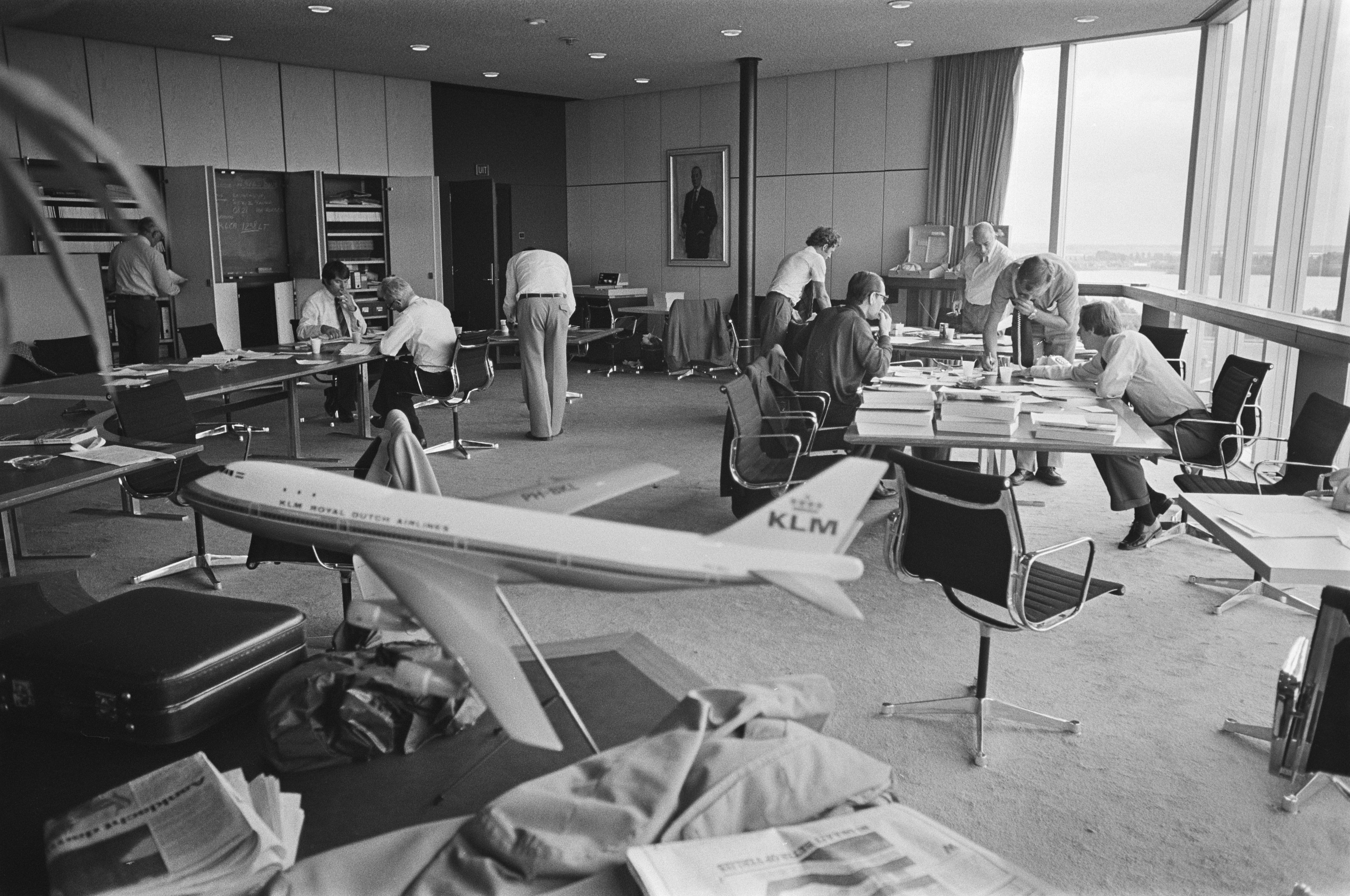
Het crisiscentrum op de bovenste verdieping van het KLM hoofdkantoor
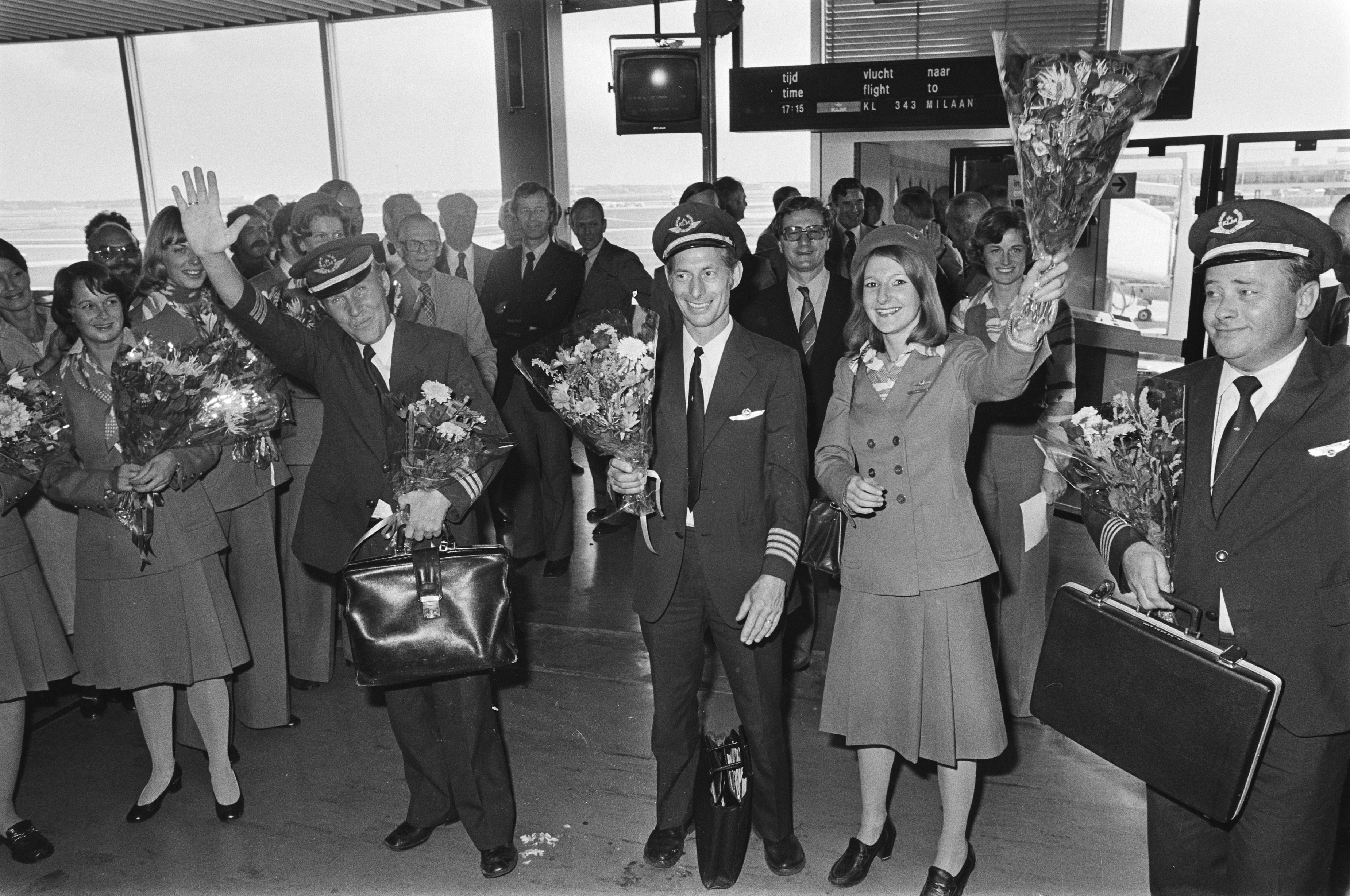
Aankomst van de bevrijde passagiers en bemanning op Schiphol op 6 september